# Meriosfera lineata
Meriosfera lineata is een hooiwagen uit de familie Agoristenidae.